# پیشین‌زیستی
| زمان‌بندی زمین‌شناسی    |                          |                         |                         |
| پیدازیوی (فانروزوئیک) | نوزیوی (سنوزوئیک)        | کواترنری                |                         |
| پیدازیوی (فانروزوئیک) | نوزیوی (سنوزوئیک)        | نئوژن                   |                         |
| پیدازیوی (فانروزوئیک) | نوزیوی (سنوزوئیک)        | پالئوژن                 |                         |
| پیدازیوی (فانروزوئیک) | میانه‌زیوی (مزوزوئیک)     | کرتاسه                  |                         |
| پیدازیوی (فانروزوئیک) | میانه‌زیوی (مزوزوئیک)     | ژوراسیک                 |                         |
| پیدازیوی (فانروزوئیک) | میانه‌زیوی (مزوزوئیک)     | تریاس                   |                         |
| پیدازیوی (فانروزوئیک) | دیرینه‌ زیوی (پالئوزوئیک) | پرمین                   |                         |
| پیدازیوی (فانروزوئیک) | دیرینه‌ زیوی (پالئوزوئیک) | کربونیفر                |                         |
| پیدازیوی (فانروزوئیک) | دیرینه‌ زیوی (پالئوزوئیک) | دوونین                  |                         |
| پیدازیوی (فانروزوئیک) | دیرینه‌ زیوی (پالئوزوئیک) | سیلورین                 |                         |
| پیدازیوی (فانروزوئیک) | دیرینه‌ زیوی (پالئوزوئیک) | اردویسین                |                         |
| پیدازیوی (فانروزوئیک) | دیرینه‌ زیوی (پالئوزوئیک) | کامبرین                 |                         |
| نهان‌زیوی (پرکامبرین)  | پیشین‌زیوی (پروتروزوئیک)  | پیشین‌زیوی (پروتروزوئیک) | پیشین‌زیوی (پروتروزوئیک) |
| نهان‌زیوی (پرکامبرین)  | نخست‌زیوی (آرکئن)         |                         |                         |
| نهان‌زیوی (پرکامبرین)  | پیشازیوی (هادئن)         |                         |                         |

پیشین‌زیستی یا پروتروزوئیک (Proterozoic) یک اَبَردوران (ائون) زمین‌شناسی است.
پیشین‌زیستی از ۲۵۰۰ میلیون سال پیش تا حدود ۵۴۲ میلیون سال پیش ادامه داشت و نمایانگر زمانی است که زیست هنوز قرار بود که روی زمین، گسترش پیدا کند.
پیشین‌زیستی به سه دوران، بخش می‌شود که به ترتیب زمانی، پیشین‌زیستی دیرینه، پیشین‌زیستی میانه و پیشین‌زیستی نو، نام‌گذاری شده‌اند.
رویدادهای مهم این ابردوران، پیدایش جو اکسیژن‌دار بر روی زمین در دوران میانه‌پیشین‌زیستی، ایجاد چندین یخچال طبیعی و پدید آمدن دوران ادیاکاران است که طی آن ارگانیزم‌های چندسلولی نرم‌تن فراوانی تکامل پیدا کردند.
به علت کمبود اطلاعات سنگواره‌ای از پیشین‌زیستی، نمی‌توان به خوبی در مورد آب و هوای این ابردوران اظهار نظر نمود.

## سنگ‌شناسی
ابردوران پیشین‌زیستی شامل طبقاتی است که بلافاصله زیر سنگ‌های دیرینه‌زیستی قرار دارند. سنگ‌های آن کمتر دگرگونی حاصل کرده و اغلب از ماسه‌سنگ، کنگلومرا، شیست و کوارتزیت تشکیل شده‌است.
تعیین سن سنگ‌های پیشین‌زیستی بر اساس رادیومتریک صورت گرفته‌است. به‌طور کلی سنگ‌های مربوط به این ابردوران به دو دسته تقسیم شده‌اند:
- الف) سنگ‌هایی با درجه دگرگونی بالا یا گرانولیت‌ها
- ب) سنگ‌های آذرین و رسوبی تخریبی اغلب دگرگون شده و به علت داشتن کلریت سبز رنگ هستند. به این دسته سنگها مجموعه سنگ‌های سبز می‌گویند.

زمین‌های پیشین‌زیستی عبارتند از:
1. سپرها یا زمینهای ثابت: زمین‌هایی که کمتر تحت دگرگونی و فرسایش بوده‌اند.
2. فلات قاره‌ها: در قسمت‌های چین خورده یا در دره‌های مرتفع قرار گرفته‌اند.

## دوران‌ها
| ابردوران   | دوران  | دوره      | دیرینگی (میلیون سال) |
| ---------- | ------ | --------- | -------------------- |
| پیشین‌زیستی | نو     | ادیاکاران | ۶۳۵ - ۵۴۱            |
| پیشین‌زیستی | نو     | کریوژنین  | ۸۵۰ - ۶۳۵            |
| پیشین‌زیستی | نو     | تونین     | ۱۰۰۰ - ۸۵۰           |
| پیشین‌زیستی | میانه  | استنین    | ۱۲۰۰ - ۱۰۰۰          |
| پیشین‌زیستی | میانه  | اکتاسین   | ۱۴۰۰ - ۱۲۰۰          |
| پیشین‌زیستی | میانه  | کالیمین   | ۱۶۰۰ - ۱۴۰۰          |
| پیشین‌زیستی | دیرینه | استاترین  | ۱۸۰۰ - ۱۶۰۰          |
| پیشین‌زیستی | دیرینه | اوروسیرین | ۲۰۵۰ - ۱۸۰۰          |
| پیشین‌زیستی | دیرینه | ریاسین    | ۲۳۰۰ - ۲۰۵۰          |
| پیشین‌زیستی | دیرینه | سیدرین    | ۲۵۰۰ - ۲۳۰۰          |

پیشین‌زیستی دربرگیرنده دوران‌های زیر است:
۱) پیشین‌زیستی دیرینه
از ۲٫۵ میلیارد تا ۱٫۶ میلیارد سال پیش را در برمی‌گیرد و خود شامل دوره‌های زیر است:
الف) سیدرین (۲٫۵ – ۲٫۳ میلیارد سال پیش).
ب) ریاسین (۲٫۳ – ۲٫۰۵ میلیارد سال پیش).
ج) اوروسیرین (۲٫۰۵ – ۱٫۸ میلیارد سال پیش).
د) استاترین (۱٫۸ – ۱٫۶ میلیارد سال پیش).
۲) پیشین‌زیستی میانه
محدوده زمانی ۱٫۶ تا ۱ میلیارد سال پیش را شامل می‌شود و خود از دوره‌های زیر تشکیل گردیده‌است:
الف) کالیمین (۱٫۶ – ۱٫۴ میلیارد سال پیش).
ب) اکتاسین (۱٫۴ – ۱٫۲ میلیارد سال پیش).
ج) استنین (۱٫۲ – ۱ میلیارد سال پیش).
۳) پیشین‌زیستی نو
از ۱ میلیارد سال پیش تا ۵۴۱ میلیون سال پیش را دربرگرفته و شامل سه دوره زیر است:
الف) تونین (۱ میلیارد - ۸۵۰ میلیون سال پیش).
ب) کریوژنین (۸۵۰–۶۳۰ میلیون سال پیش).
ج) ادیاکاران (۶۳۵ تا ۵۴۱ میلیون سال پیش).